# Cissus reniformis
Cissus reniformis är en vinväxtart som beskrevs av Karel Domin. Cissus reniformis ingår i släktet Cissus och familjen vinväxter. Inga underarter finns listade i Catalogue of Life.